# بندر (فیلم)
بندر (انگلیسی: Port) یک فیلم در سبک درام به کارگردانی آملتو پالرمی است که در سال ۱۹۳۴ منتشر شد. از بازیگران آن می‌توان به نریو برناردی، السا ده جورجی و کامیلو پیلوتو اشاره کرد.